# Cerkiew św. Jana Chryzostoma w Jarosławiu
Cerkiew św. Jana Chryzostoma – XVII-wieczna cerkiew w Jarosławiu, w dzielnicy Korowniki, wzniesiona dla Rosyjskiego Kościoła Prawosławnego, zamknięta po rewolucji październikowej, zaś po 1991 przekazana wspólnocie staroobrzędowej. Stanowi jeden kompleks sakralny z cerkwią Włodzimierskiej Ikony Matki Bożej. Świątynia pod wezwaniem św. Jana Chryzostoma była użytkowana w miesiącach wiosennych i letnich, zaś cerkiew Włodzimierskiej Ikony Matki Bożej – jesienią i zimą.

## Historia
Pierwsza cerkiew w słobodzie Korowniki powstała najpóźniej w XVI wieku, była to budowla drewniana. Budowę murowanego obiektu sakralnego rozpoczęto w 1649 z funduszy Fiodora i Iwana Nieżdanowskich, a ukończono pięć lat później. Freski we wnętrzu obiektu powstały natomiast dopiero w latach 30. XVIII wieku. Ich autorami byli rzemieślnicy pracujący pod kierownictwem jarosławskiego ikonografa Aleksieja Soplakowa. Wcześniej, w 1669, oddano do użytku cerkiew Włodzimierskiej Ikony Matki Bożej, która służyła tej samej parafii w miesiącach jesiennych i zimowych. W latach 80. XVII w. wzniesiono wspólną dla obu świątyń 37-metrową dzwonnicę ustawioną w równej odległości od obydwu obiektów. Architektura cerkwi św. Jana Chryzostoma była wzorem dla kolejnych prawosławnych obiektów sakralnych w Jarosławiu, w szczególności cerkwi św. Mikołaja Mokrego i cerkwi Wspomnienia Świętych Drzew Krzyża Pańskiego.
W 1911 kolorowe zdjęcia świątyni wykonał Siergiej Prokudin-Gorski.
Obie cerkwie zostały zamknięte po rewolucji październikowej i zamienione na magazyny. W cerkwi św. Jana Chryzostoma znajdował się magazyn soli, co doprowadziło do zniszczenia części fresków. Po upadku ZSRR budynek został przekazany Cerkwi staroobrzędowej, która zajmuje się remontem obiektu; jest on w dalszym ciągu w złym stanie.

## Architektura
Cerkiew zbudowano w stylu jarosławskim, bez podkletu. Jej kompozycję cechuje symetria − nawa główna zbudowana została na planie kwadratu, z trzech stron budynek otacza jednokondygnacyjna galeria, po obu stronach nawy głównej znajdują się boczne ołtarze zwieńczone dachami namiotowymi z niewielkimi cebulastymi kopułkami i rzędami kokoszników, wejście do wnętrza prowadzi przez dwa ganki. Budowlę zwieńczono pięcioma cebulastymi kopułami na wysokich bębnach, znacznie wyższych, niż w innych cerkwiach budowanych w tym samym okresie. Wysokość bębnów i kopuł z krzyżami jest łącznie większa, niż wysokość ścian samej cerkwi. Architektura świątyni stwarza wrażenie równocześnie harmonii i surowości. Budowla była pierwszy raz przebudowywana już ok. trzydzieści lat po oddaniu do użytku liturgicznego. Rozbudowano wtedy proste początkowo ganki, nad którymi zbudowano frontony, wykonano obramowania okien i wykuto więcej otworów okiennych, wzbogacono dekorację elewacji. Najstaranniej udekorowano zachodnią elewację cerkwi, widoczną dla płynących Wołgą, a w szczególności największe okno w zachodniej absydzie. W południowej części cerkwi pochowano jej fundatorów.
Wspólna dzwonnica dwóch cerkwi w Korownikach wzniesiona została na planie ośmioboku. Wieńczy ją dach hełmowy z lukarnami, które wykuto dla polepszenia akustyki budowli. Niższe kondygnacje cerkwi nie są zdobione. Cały kompleks dwóch cerkwi otoczony jest ogrodzeniem z bramą wjazdową – świętymi wrotami, wzniesionymi w końcu XVII wieku w stylu baroku naryszkińskiego dokładnie na osi dzwonnicy.
We wnętrzu cerkwi od XVIII w. znajdował się pięciorzędowy barokowy ikonostas, do którego wstawiono starsze, XVII-wieczne ikony.